# Partito Progressista (Islanda)
Il Partito Progressista (in islandese Framsóknarflokkurinn) è un partito politico islandese liberale e centrista, che fa parte dell'Internazionale Liberale.
L'attuale Presidente del partito è Sigmundur Davíð Gunnlaugsson, eletto il 18 gennaio 2009; il suo predecessore era Valgerður Sverrisdóttir, che funse da Presidente per soli due mesi. Precedentemente, era stato capo del partito Guðni Ágústsson, che, da vice presidente, divenne Presidente quando l'ex leader, Jón Sigurðsson, si dimise dopo che il Partito perse gran parte dei voti alle elezioni parlamentari del 2007. Il predecessore di Jón come leader di partito fu Halldór Ásgrímsson, che lo diresse dal 1994 al 2006; Halldór fu Primo ministro dell'Islanda dal 2004 al 2006.

## Storia
Fu fondato nel 1916 dall'unione di due partiti agrari, il Partito dei Contadini (Bændaflokkur) e i Contadini Indipendenti (Óháðir bændur)
Il partito fu in coalizione con il Partito dell'Indipendenza, conservatore, dal 1995 al 2007. Dal 1995 al 2004 partecipò alla coalizione come partner minore sotto la presidenza del leader del Partito Progressista, Davíð Oddsson, ma i due partiti si accordarono dopo le elezioni parlamentari del 2003 affinché Halldór divenisse Primo Ministro nel settembre 2004. Halldór assunse l'incarico il 15 settembre, ma il 5 giugno 2006 annunciò la sua intenzione a dimettersi, a seguito dei cattivi risultati del partito alle elezioni amministrative. La coalizione rimase alleata con il Partito dell'Indipendenza, con il presidente di quest'ultimo, Geir Hilmar Haarde, come Primo Ministro. Il leader del Partito Progressista Jón Sigurðsson fu Ministro dell'Industria e del Commercio finché esistette la coalizione del Partito dell'Indipendenza e dell'Alleanza Socialdemocratica, cioè fino alle elezioni parlamentari del 2007.
Lungo la storia dell'Islanda come nazione indipendente e auto-governata, il Partito Progressista è spesso stato il secondo partito maggiore dello stato. Si è spesso unito a governi di coalizione sia con il Partito dell'Indipendenza a destra, che con partiti di sinistra.
Nel gennaio 2009, è stato deciso di cambiare la linea di partito riguardo all'accesso all'Unione europea, passando da una posizione di opposizione a una più favorevole all'accesso all'UE.

### Recenti elezioni
Alle elezioni parlamentari del 2007 il partito perse cinque seggi, detraendoli dalla quota di dodici ottenuta alle precedenti elezioni. La coalizione mantenne solamente la maggioranza di un seggio all'Althing, il Parlamento nazionale, e il Partito dell'Indipendenza formò un governo insieme ad Alleanza Socialdemocratica, firmando un accordo il 22 maggio. Il Partito Progressista tornò pertanto all'opposizione.

## Ideologia
Nonostante il Partito Progressista sia stato originariamente fondato come partito agrario e trovi ancora gran parte del proprio sostegno tra i contadini e i pescatori, ha gradualmente adottato, nello spettro politico, una posizione di partito liberale.

## Presidenti
Sei dei suoi dodici presidenti sono stati Primi ministri dell'Islanda:
- Tryggvi Þórhallsson PM 1927-1932, Presidente 1928-1932
- Ásgeir Ásgeirsson PM 1932-1934, Presidente 1932-1933
- Hermann Jónasson PM 1934-1942 e 1956-1958, Presidente 1944-1962
- Ólafur Jóhannesson PM 1971-1974 e 1978-1979, Presidente 1968-1979
- Steingrímur Hermannsson PM 1983-1987 e 1988-1991, Presidente 1979-1994
- Halldór Ásgrímsson PM 2004-2006, Presidente 1994-2006
- Jón Sigurðsson (Novecento), Presidente 2006-2007
- Guðni Ágústsson, Presidente 2007-2008
- Valgerður Sverrisdóttir, Presidente 2008 - 2009
- Sigmundur Davíð Gunnlaugsson, Presidente dal 2009

Oltre a questi, Steingrímur Steinþórsson guidò un governo dal 1950 al 1953.

## Risultati elettorali
| Elezione          | Voti   | % | Seggi   |
| ----------------- | ------ | - | ------- |
| Parlamentari 1991 | 29.866 |   | 13 / 63 |
| Parlamentari 1995 | 38.485 |   | 15 / 63 |
| Parlamentari 1999 | 30.415 |   | 12 / 63 |
| Parlamentari 2003 | 32.484 |   | 12 / 63 |
| Parlamentari 2007 | 21.349 |   | 7 / 63  |
| Parlamentari 2009 | 27.669 |   | 9 / 63  |
| Parlamentari 2013 | 46.173 |   | 19 / 63 |
| Parlamentari 2016 | 21.791 |   | 8 / 63  |
| Parlamentari 2017 | 21.016 |   | 8 / 63  |